# Fotogrammi d'argento 2006
La 56ª edizione dei Fotogrammi d'argento, assegnati dalla rivista spagnola di cinema Fotogramas, si è svolta il 3 marzo 2006.

## Premi e candidature

### Miglior film spagnolo
- La vita segreta delle parole (La vida secreta de las palabras), regia di Isabel Coixet

### Miglior film straniero
- Million Dollar Baby, regia di Clint Eastwood  ·   Stati Uniti

### Fotogrammi d'onore
- Chus Lampreave[5][6]

### Miglior attrice cinematografica
- Candela Peña - Princesas
- Pilar López de Ayala - Obaba
- Leonor Watling - Malas temporadas

### Miglior attore cinematografico
- Óscar Jaenada - Camaron
- Juan Jose Ballesta - 7 vírgenes
- Javier Cámara - Malas temporadas

### Miglior attrice televisiva
- Carmen Machi - Aída
- Lydia Bosch - Motivos personales
- Rosa Maria Sardà - Abuela de verano

### Miglior attore televisivo
- Paco León - Aída
- Imanol Arias - Cuéntame cómo pasó
- Jordi Rebellón - Hospital Central

### Miglior attrice teatrale
- Lola Herrera - Solas
- Natalia Dicenta - Solas
- Elena Gadel - Mar i Cel

### Miglior attore teatrale
- Gabino Diego - Una noche con Gabino
- Juan Diego - El pianista
- José Sacristán - Almacenados